# Landespflege

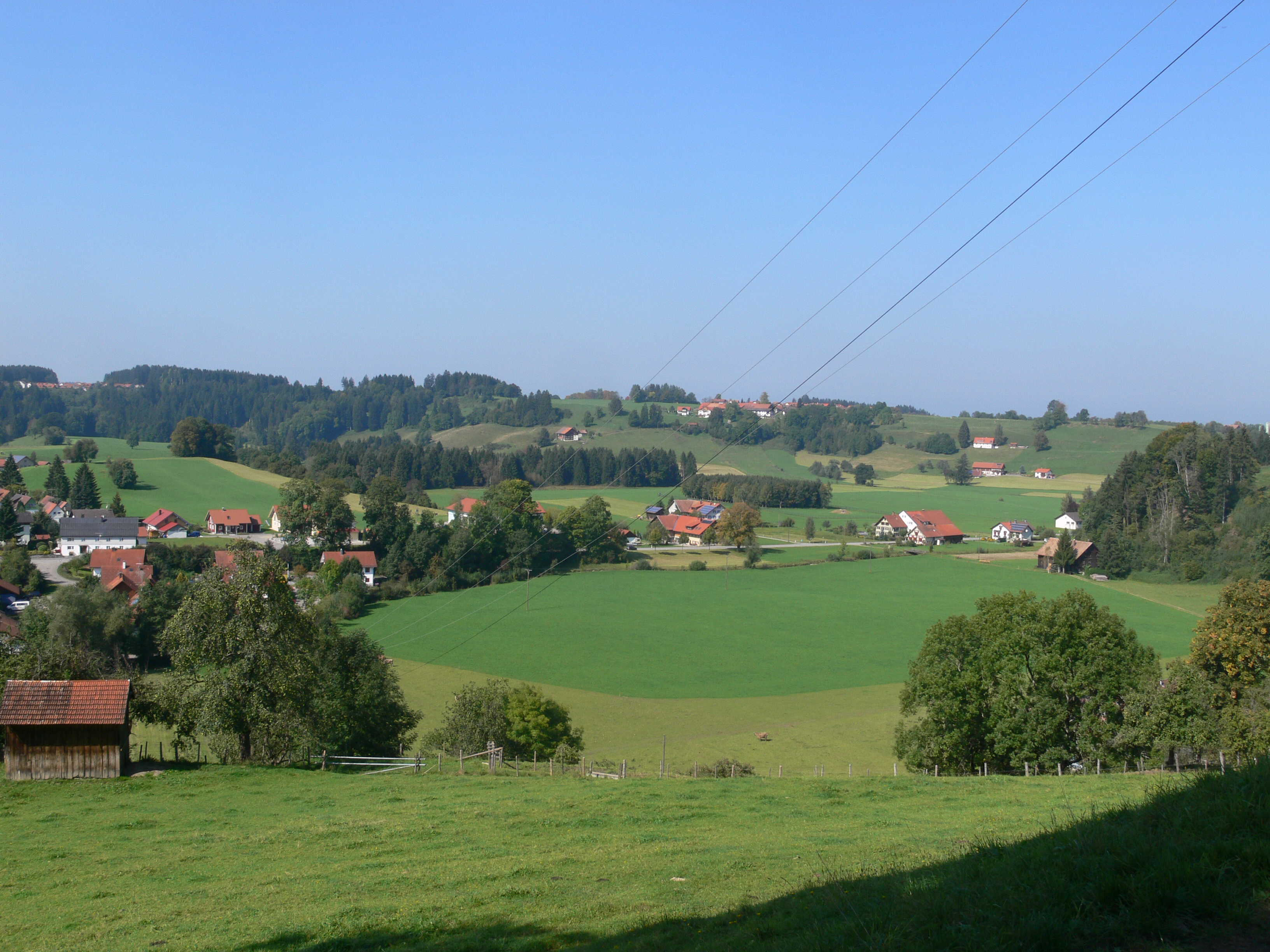
Die Landespflege befasst sich mit dem Erhalt der Natur- und Kulturlandschaft.

Die Landespflege als Wissenschaft umfasst alle Handlungsweisen zum Schutz, zur Erhaltung, zur Pflege, zur Entwicklung und zur Wiederherstellung von Natur und Landschaft mit dem Ziel einer gesunden Gestaltung des menschlichen Lebensraums. Dabei vereint sie als vielfältiges Fachgebiet, Elemente aus den Natur- und Kulturwissenschaften, der Geographie, den Planungs- und Ingenieurwissenschaften sowie der Gartenarchitektur. Besiedelte und unbesiedelte Gebiete beinhaltend, umfasst dies auch Habitate von Pflanzen und Tieren sowie das vorhandene Kulturerbe. Die Handlungsweisen verfolgen im Speziellen als Grundregeln die Erhaltung von Leistungsfähigkeit, Vielfalt und nachhaltiger Nutzbarkeit von Natur und Landschaft sowie die Möglichkeit zur Erholung des Menschen. Ihre Teildisziplinen im gesetzlichen Rahmen sind der Naturschutz, die Landschaftspflege, die Landschaftsplanung und die Grünordnung sowie deren damit verbundene Aufgabengebiete.
Infolge der Untersuchung ökologischer Prozesse bedient sich die Landespflege in Beispielen der Umweltverträglichkeitsprüfung, der Eingriffsregelung, dem Monitoring und des Freiflächenentwurfs im Rahmen von Steuerung und Moderation von Projekten und Planungsverfahren.

## Geschichte
Die Ursprünge der Landespflege liegen in der Landesverschönerung und dem Landschaftspark, weitere Aspekte kamen mit dem Heimat- und Naturschutz hinzu. In den 1930er Jahren ist die Landespflege akademisch institutionalisiert worden. Der Begriff Landespflege wurde zuerst von Robert Mielke (1907) und später vor allem durch Erhard Mäding (1942) geprägt. Die Grüne Charta von der Mainau, vorgelegt von Graf Lennart Bernadotte, fordert im Jahre 1961 folgende in einem Auszug dargestellten Inhalte und formuliert damit grundlegende Werte für das Wesen der Landespflege:

„[…]
IV. Wir wissen:
Auch Technik und Wirtschaft sind unerläßliche Voraussetzungen unseres heutigen Lebens. Die natürlichen Grundlagen von Technik und Wirtschaft können weder willkürlich ersetzt noch beliebig vermehrt werden. Deshalb ist es notwendig, gemeinsam die Lage zu überprüfen, zu planen, zu handeln, um den Ausgleich zwischen Technik, Wirtschaft und Natur herzustellen und zu sichern
V. Um des Menschen willen ist der Aufbau und die Sicherung einer gesunden Wohn- und Erholungslandschaft, Agrar- und Industrielandschaft unerläßlich:
4. […]

5. verstärkte Maßnahmen zur Erhaltung und Wiederherstellung eines gesunden Naturhaushaltes, insbesondere durch Bodenschutz, Klima- und Wasserschutz;

6. die Schonung und nachhaltige Nutzung des vorhandenen natürlichen oder von Menschenhand geschaffenen Grüns;

7. die Verhinderung vermeidbarer, landschaftsschädigender Eingriffe, z. B. beim Siedlungs- und Industriebau, beim Bergbau, Wasserbau und Straßenbau;

8. die Wiedergutmachung unvermeidbarer Eingriffe, insbesondere die Wiederbegrünung von Unland;

9. […]“

Zur Erreichung der Ziele der „Grünen Charta von der Mainau“ wurde der Deutsche Rat für Landespflege 1962 vom damaligen Bundespräsidenten Heinrich Lübke eingesetzt. Der Rat gibt Empfehlungen und äußert sich gutachtlich zu grundsätzlichen Problemen und zu aktuellen Projekten des Natur- und Umweltschutzes in der Bundesrepublik Deutschland.
Konrad Buchwald, Werner Lendholt und Ernst Preising bestimmten 1964 Umfang und Aufgabe der Landespflege:

„Landespflege erstrebt die Sicherung einer menschengerechten und zugleich naturgemäßen Umwelt, den Ausgleich zwischen dem natürlichen Potential eines Landes und den Ansprüchen der Gesellschaft. Landespflege dient dem Ziel durch Ordnung, Schutz, Pflege und Entwicklung der Wohn-, Industrie-, Agrar- und Erholungslandschaften, durch Erhaltung der wenigen verbliebenen Natur- und Urlandschaften sowie durch die naturgemäße Bewirtschaftung der natürlichen Hilfsquellen eines Landes. Landespflege umfasst u. a. die Arbeitsgebiete des Naturschutzes, der Landschaftspflege und der Grünplanung.“

Seit Ende der 1960er Jahre wird vielfach die Bezeichnung Landschaftsplanung synonym mit dem alten Namen Landespflege benutzt und von einigen Hochschulen für entsprechende Studiengänge genutzt, dennoch galt die Bezeichnung Landespflege bis vor wenigen Jahren als vorherrschend und als Oberbegriff für Landschaftspflege, Landschaftsarchitektur, Grünplanung, Naturschutz und so weiter üblich. Seit den 1990er Jahren wird zudem die Bezeichnung Landschaftsarchitektur parallel zur Landespflege verwendet unter anderem zur internationalen Verständigung.
In Abgrenzung zur hoheitlichen Landespflege ist in den 1970er Jahren der Begriff Freiraumplanung geprägt worden, um Planungen, die Nutzer in ihrer Lebenswelt berücksichtigen, zu bezeichnen.

## Ausbildung
Ein Studium der Landespflege ist nur noch an wenigen Hochschulstandorten in Deutschland wie zum Beispiel Bernburg oder Wiesbaden, teilweise mit auslaufenden Studienordnungen, möglich. Auf Grund des breiten Anwendungsspektrums haben sich an den Hochschulen Spezialisierungsrichtungen wie Landschaftsarchitektur, Landschaftsplanung, Landschafts- und Freiraumentwicklung oder Umweltmonitoring/Umweltanalyse herausgebildet. Gemeinsam haben diese Studiengänge das Erlernen einer gesunden Gestaltung des menschlichen Lebensraumes in bewohnten und unbewohnten Gebieten sowie den Erhalt von vorhandenem Kulturerbe und den Kulturlandschaften der Erde.

## Absolventen und Forschung
Es wird hauptsächlich in den Richtungen Freiraumentwicklung und Umweltbeobachtung in der Landespflege geforscht. Diese befinden sich meist im Schnittfeld verschiedener Wissenschaftsbereiche wie Biologie, Geografie, Geologie, Meteorologie und so weiter und erfordern dadurch eine interdisziplinäre Betrachtung. Eine Befragung der Fachhochschule Osnabrück, an welcher etwa 2000 Absolventen aus 10 deutschen Fachhochschulen aus dem Jahr 2005 teilnahmen, ergab, dass direkt von den Absolventen nur ein sehr geringer Teil in Bildungs-, Forschungs- und Beratungseinrichtungen und den Medien tätig ist.